# Терещук, Василий Васильевич
Василий Васильевич Терещук (укр. Василь Васильович Терещук; род. 1 декабря 1957, Гайсин, Винницкая область) — украинский политический деятель, публицист, председатель Координационного совета Организации марксистов, представитель уполномоченного Верховной Рады Украины по правам человека, заместитель председателя общества дружбы «Украина — Куба». Кандидат философских наук.

## Биография
С 1975 по 1976 год работал на Гайсинском хлебокомбинате. В 1976—1978 годах проходил службу в вооруженных силах. Затем поступил в Киевский государственный университет имени Т. Г. Шевченко, который окончил в 1983 по специальности «Философия». С 1983 по 1994 год работал ассистентом кафедры философии Днепропетровского горного института и старшим преподавателем кафедры философии Мариупольского металлургического института. В 1991 году получил научную степень кандидата философских наук. С 2003 по 2005 год — докторант Киевского национального лингвистического университета.
Василий Терещук являлся одним из лидеров Всеукраинского союза рабочих (ВСР), — политической организации, тесно связанной с КПУ. Занимал посты члена ЦК КПУ и заместителя председателя ВСР. В 1994—2002 годах являлся депутатом Верховной рады Украины 2-го и 3-го созывов (избирался по спискам КПУ). В конце 2004 года Терещук с своими сторонниками, — в их числе: сотрудники газеты ВСР «Рабочий класс» Василий Пихорович, Александр Будило, Андрей Манчук и Николай Спорик, — вышли из обеих организаций. Одной из причин их выхода являлось несогласие с позицией руководителей КПУ и ВСР, выступавших в период «Оранжевой революции» на Украине с позиции «остановить Ющенко» и поддержавших Виктора Януковича.
После выхода из ВСР Терещук стал главным редактором леворадикального сайта «Коммунист.ру». В 2007 году принял участие в формировании объединения украинских левых — Организации марксистов (ОМ). На учредительной конференции ОМ в марте 2007 года избран председателем Координационного совета. Весной 2011 года вместе с частью ОМ принял участие в создании Объединения «Борьба».
Владеет украинским, русским, испанским, французским языками свободно; английским, итальянским, португальским — читает и переводит.
Занимал должность представителя уполномоченного Верховной Рады Украины по правам человека Нины Ивановны Карпачевой. Состоит в Организации украинских друзей Кубы.